# Латта, Майкл
Майкл (Майк) Латта (англ. Michael «Mike» Latta; 25 мая 1991; Уэлсли, Онтарио, Канада) — канадский хоккеист, центральный нападающий.

## Карьера игрока

### Ранние годы
Латта начинал играть в хоккей за молодёжные команды в Хоккейной лиге Онтарио (OHL) — «Оттава 67» и «Гвельф Сторм».

### Клубная карьера
Майк Латта был выбран клубом «Нэшвилл Предаторз» на драфте НХЛ 2009 года в третьем раунде под общим 72-м номером. 14 апреля 2010 года хоккеист подписал с клубом трехлетний контракт новичка.
В течение трех сезонов Латта играл в Американской хоккейной лиге (АХЛ) за фарм-клуб «Милуоки Эдмиралс».
В апреле 2013 года контракт Майка с клубом истек, и он вместе с Мартином Эратом был обменян в «Вашингтон Кэпиталз» на Филиппа Форсберга.
Свой первый гол за «Кэпиталз» Латта забил 15 ноября 2013 года в ворота «Детройт Ред Уингз». По итогам сезона 2013-14 в 17 матчах регулярного чемпионата НХЛ Латта набрал 4 (1+3) результативных очка при показателе полезности «0». Большую часть сезона форвард провел в фарм-клубе «Херши Беарс», где набрал 34 (14+20) очка в 52 встречах.
В июле 2014 года «Вашингтон Кэпиталз» продлил контракт Латтой на 2 года. Сумма сделки составила $ 1,15 млн.
Регулярный сезон 2014-15 форвард полностью провел в столичном клубе, набрав 6 (0+6) очков в 53 матчах.
В декабре 2015 года впервые был назван звездой игрового дня, набрав 2 (1+1) очка в игре с «Оттава Сенаторз» (2:1).
1 июля 2016 года на правах свободного агента подписал однолетний контракт с «Лос-Анджелес Кингз» на общую сумму 600 тысяч долларов.
21 января 2017 года был отправлен в «Чикаго Блэкхокс» в обмен на защитника Камерона Шиллинга.